# ديفيد كورنر
ديفيد كورنر (بالإنجليزية: David Corner)‏ هو لاعب كرة قدم بريطاني، ولد في 15 مايو 1966 في سندرلاند في المملكة المتحدة. لعب مع دارلينجتون إف سى وكارديف سيتي ونادي بيتربورو يونايتد ونادي سندرلاند ونادي ليتون أورينت.

## وصلات خارجية
- ديفيد كورنر على موقع الاتحاد الدولي (مؤرشف)  (الإنجليزية)
- ديفيد كورنر على موقع قاعدة بيانات كرة القدم.إي يو (الإنجليزية)